# Calamonastides gracilirostris
La cloropeta picofina (Calamonastides gracilirostris) es una especie de ave paseriforme de la familia Acrocephalidae propia de la región de los Grandes Lagos de África. Es la única especie del género Calamonastides, aunque anteriormente se incluía en el género Chloropeta.
Se encuentra en Burundi, República Democrática del Congo, Kenia, Ruanda, Tanzania, Uganda y Zambia. Su hábitat son las zonas pantanosas. Se encuentra en peligro por la destrucción de su hábitat.